# Jens Hansen (guvernør)
Jens Hansen (24. juni 1719 i Sørbymagle – 1758 på St. Croix) var guvernør på St. Croix i Dansk Vestindien fra 15. maj 1747 – december 1751.
Han var søn af magister, provst og sognepræst i Skalby og Gunderslev, Hans Hansen, og Ellen Mule.